# 通古斯民族
通古斯民族（俄语：Тунгусо-маньчжурские народы），指居住在中国东北地区到俄罗斯远东地区的东北亚地区，使用满-通古斯语系的民族。學界有將通古斯民族，與突厥語民族及蒙古族總合為阿爾泰民族的說法。

## 词源
18世紀漢學家，如法國漢學家連薩，英國巴克爾，法國沙畹等人，認為通古斯一字源自汉语“东胡”，因此認定通古斯即為東胡。但蒲立本認為，因为现代汉语发音的“东胡”，音近于通古斯（Tungus），就認為通古斯語族源自東胡，这种说法并没有任何理论依据。
柯恒儒则认为，通古斯（Toŋus）为雅库特语的突厥语借词，意为“猪”。可能指勿吉和靺鞨善于养猪。

## 地域

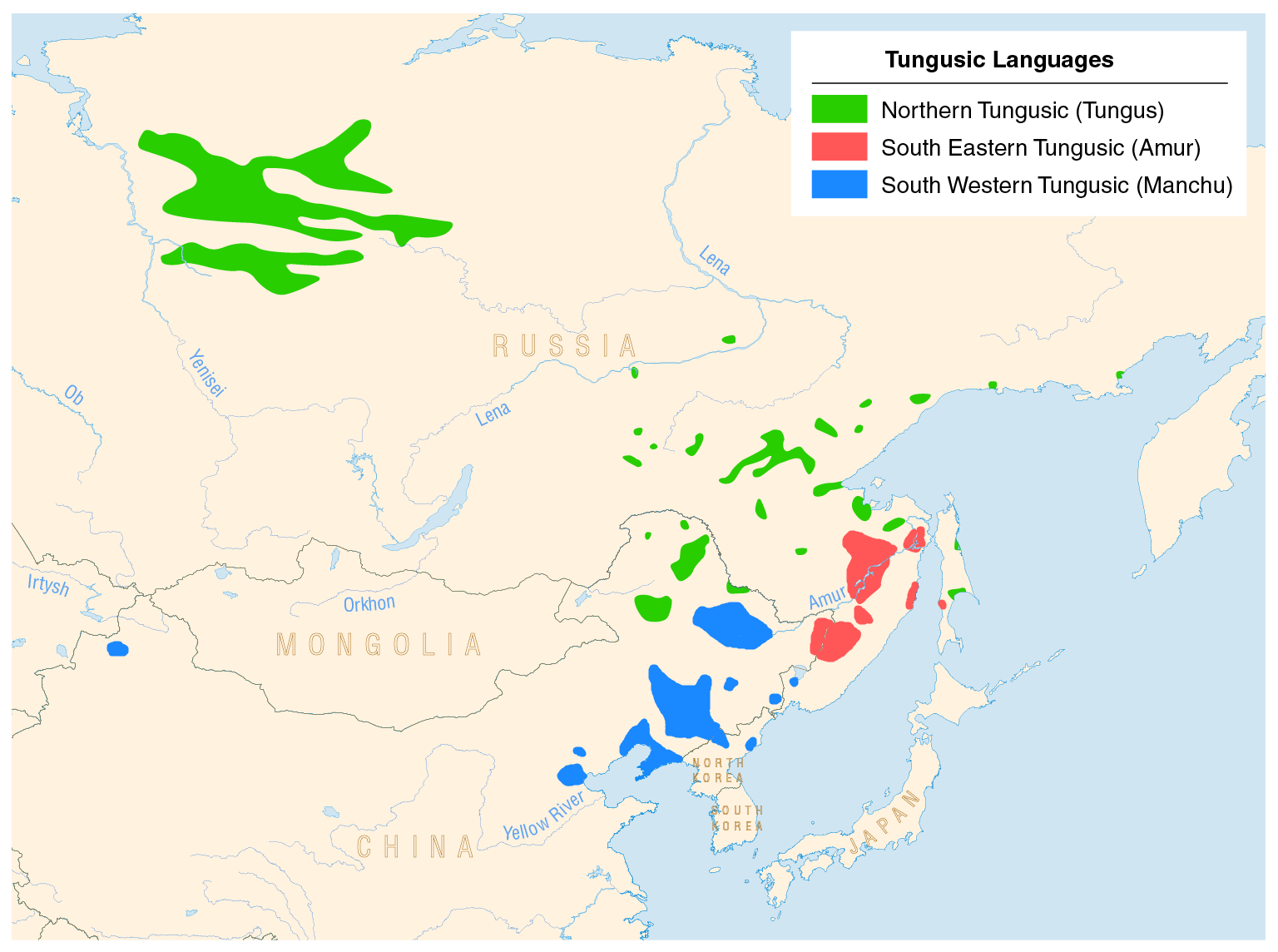
通古斯民族的分布

通古斯民族的最大支系是满族，有超过一千万人口。滿族是靺鞨後裔，发源於中國東北及现俄罗斯远东，並普遍视长白山为民族发祥地，佛阿拉、赫圖阿拉等地亦被认为是民族发迹地。隨著滿族所建立的清朝從山海關外擴張至關內，絕大多數的八旗官兵及眷屬也「從龍入關」，隨之定居北京。這一系列舉措曾一度使留守東北的八旗兵僅剩下1524人。直到康熙年間，清朝與沙皇俄國發生了邊界衝突，這使得統治者重新重視東北的防務。他們開始有計劃的使部分旗人向故土回流。到了乾隆年間，東北駐防20餘處，還有守護陵寢、圍場、邊門的旗兵總數已恢復至近5萬人。此外，還有一部分八旗官兵於關內各處和其他邊疆要隘駐防，如江寧、京口、杭州、乍浦、福州、廣州、荊州、成都、西安、開封、德州、青州、太原、寧夏、綏遠、右衛、涼州等地。使得滿族在一定程度上改變了原本的分佈局面，並在全國範圍內形成了大分散，小聚居的特點。另外，锡伯语通常被认为是满语的方言。
鄂温克族主要居住在俄罗斯的鄂温克族自治区，有三万人左右。中国的鄂温克族主要分布在内蒙古与大兴安嶺，有三万人左右（2000年）。通古斯最早其實是雅庫特人對鄂溫克人的稱呼。语言上满-通古斯语族分为通古斯语支和满-锡伯语支，赫哲语大体介于两者之间，有时候也单立一个东南语支，所以有南北通古斯之分，南支以松花江、混同江流域为中心分布，其代表是滿洲和赫哲，北支的范围比较广泛，分布在黑龙江、勒拿河、叶尼塞河三大流域及周边贝加尔湖、勘察加半岛等地也有分布，代表北方是鄂溫克系（鄂溫克，鄂倫春，埃文人，涅吉達爾人）。通古斯人分布地區由北冰洋到貝加爾湖，鄂畢河至鄂霍次克海。居住在俄罗斯的滨海边疆区和哈巴罗夫斯克边疆区的则是乌德盖人（俄语：Удэгейцы）。
有研究表明6世纪到10世纪的在中东欧的潘诺尼亚平原的阿瓦尔人可能来自通古斯族群，或者至少部分统治阶层为通古斯人。

## 起源
现未形成定论，主要有三种假说。
南方起源说
于19世纪提出以来，由于通古斯语族和同属于阿尔泰语系的蒙古语族、突厥语族的近似性，大多数学者定义西伯利亚的游牧通古斯人沿黑龙江北上而来。1920年代，一名俄罗斯学者从当地调查中发表学说，其认为通古斯人形成于松花江、乌苏里江流域，形成以前的源头应再向南追溯至华北、东北地区。从语言学、人类学的观点而言，被许多学者所支持，但是关于“华北、东北起源”的证据缺乏考古学佐证，仍处于假说阶段。
西方起源说
两位苏联人提出通古斯民族色楞格河、贝加尔湖周边的学说。同为阿尔泰语系的蒙古语族、突厥语族诸民族起源之地也被认为在这一带。
上古土著说
1960年由苏联学者提出的假说。根据文化的独特性，被认为与外部相隔绝数千年之久。因发现上古时期的文物中存在与南方文物相似的物件，并且确认可能由人口增加导致的出土文物的增加，此学说未成主流。

## 民族

### 通古斯民族表
黄底的部分是主要居住在中国境内的民族，

橙底的部分是在中国和俄罗斯皆有分布的民族，

粉底的部分是主要居住在俄罗斯境内的民族。
| 汉语名称                     | 俄语名称   | 民族语名称             | 分布地区 | 人口                                        | 备注                                                                                           |
| ---------------------------- | ---------- | ---------------------- | --- | ------------------------------------------- | ---------------------------------------------------------------------------------------------- |
| 满族                         | Маньчжуры  | ᠮᠠᠨᠵᡠ（穆麟德：manju） | 中华人民共和国辽宁省；吉林省；黑龙江省；内蒙古自治区；河北省；北京市等 | 10,410,585                                  | 台湾有12000人 香港有1000人 美国有379人                                                         |
| 鄂伦春族                     | Орочоны    |                        | 中华人民共和国内蒙古自治区呼伦贝尔市、鄂伦春自治旗等 | 8,659                                       |                                                                                                |
| 锡伯族                       | Сибо       | ᠰᡞᠪᡝ（转写：sibe）     | 中华人民共和国辽宁省；新疆维吾尔自治区伊犁哈萨克自治州察布查尔锡伯族自治县等 | 190,481                                     | 少数分布于新疆霍城、塔城、乌鲁木齐。黑龙江省、吉林省、内蒙古自治区、北京市中的人口超过1000人。 |
| 鄂温克族（又译埃文基人）     | Эвенки     | Эвэнкил                | 中华人民共和国内蒙古自治区呼伦贝尔市鄂温克族自治旗、莫力达瓦达斡尔族自治旗、鄂伦春自治旗、陈巴尔虎旗、阿荣旗、额尔古纳旗、辉苏木；黑龙江省讷河 俄罗斯联邦的克拉斯诺亚尔斯克边疆区到库页岛（萨哈林岛）。包括萨哈共和国、布里亚特共和国、阿穆尔州、伊尔库茨克州和外贝加尔边疆区 蒙古国色楞格省等。 | 30,875（中国，2010） 38,396（俄罗斯，2012） | 蒙古国有537人（2015） 乌克兰有48人（2001）                                                     |
| 赫哲族（又译那乃人或纳奈人） | нанайцы    |                        | 俄罗斯联邦哈巴罗夫斯克边疆区、滨海边疆区；中华人民共和国黑龙江省同江市、双鸭山市 | 12,160（俄罗斯，2002） 5,354（中国，2010）  |                                                                                                |
| 埃文人                       | эвены      | эвэсэл                 | 俄罗斯联邦马加丹州、堪察加边疆区、楚科奇自治区 | 22,383（俄罗斯，2012）                      | 乌克兰有104人（2001）                                                                          |
| 涅吉达尔人                   | негидальцы |                        | 俄罗斯联邦哈巴罗夫斯克边疆区 | 513（俄罗斯，2012）                         | 乌克兰有52人（2001）                                                                           |
| 鄂罗克人                     | Ороки      | Уилта                  | 俄罗斯联邦萨哈林州波罗奈斯基区等；日本国网走市、札幌市 | 295（俄罗斯，2012）                         | 日本有20人(1989)，日语称为「ウィルタ」或「オロッコ」。                                         |
| 乌尔奇人                     | Ульчи      |                        | 俄罗斯联邦哈巴罗夫斯克边疆区乌利奇斯基区 | 2,765（俄罗斯，2012）                       | 乌克兰有76人                                                                                   |
| 奥罗奇人                     | О́рочи      |                        | 俄罗斯联邦哈巴罗夫斯克边疆区、滨海边疆区、萨哈林州、马加丹州 | 596（俄罗斯，2010）                         | 乌克兰有288人（2001)                                                                           |
| 乌德赫人                     | Удэгейцы   |                        | 俄罗斯联邦哈巴罗夫斯克边疆区、滨海边疆区 | 1,496（俄罗斯，2010）                       | 乌克兰有42人（2001）                                                                           |

## 图集

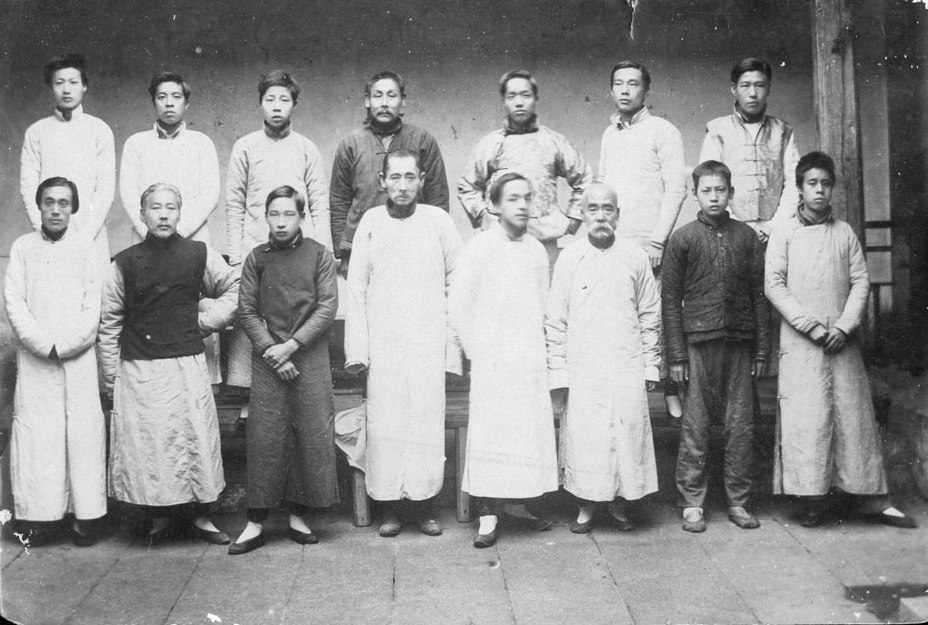
1915年滿族人在福州
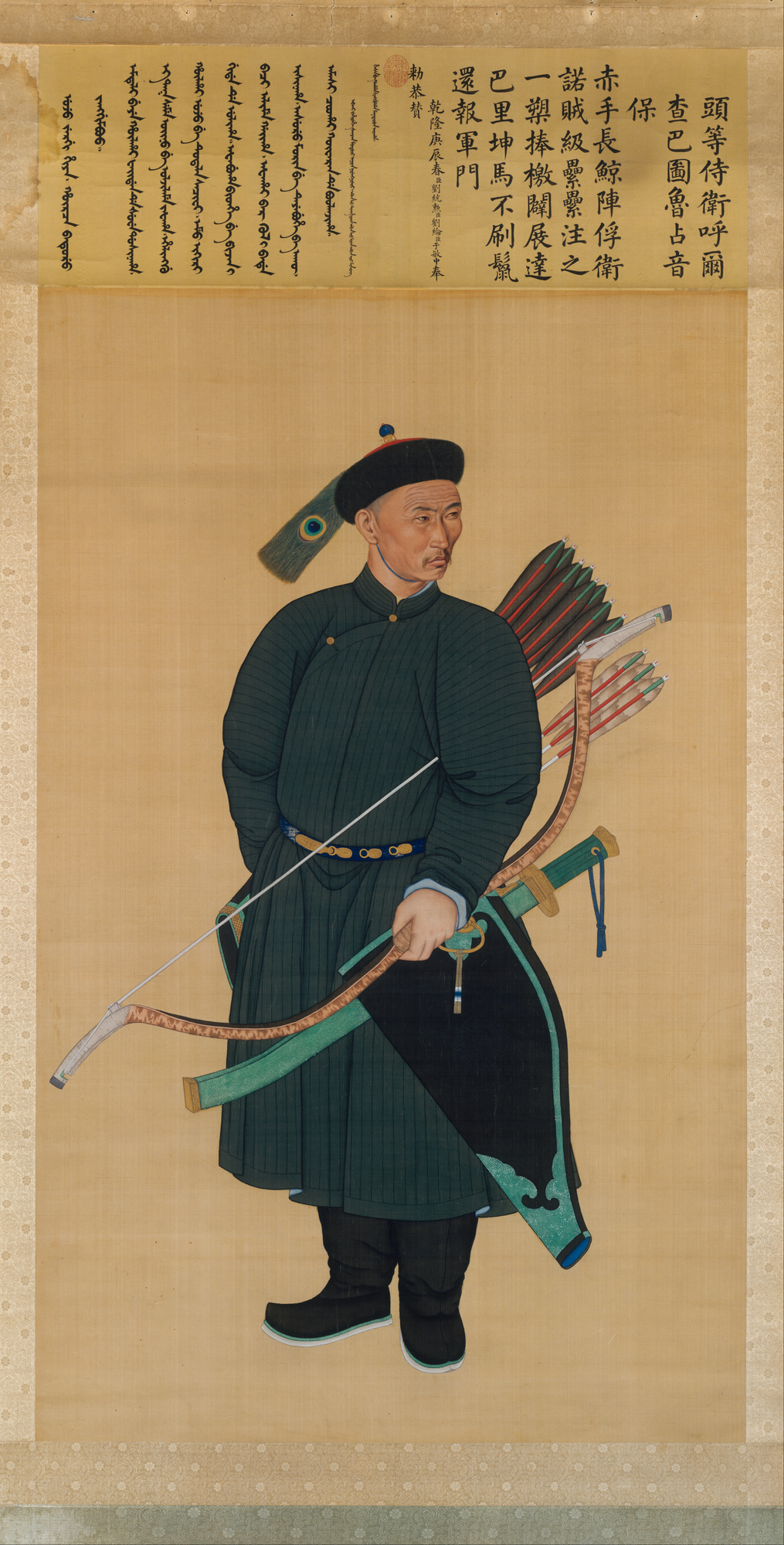
滿族扈衛
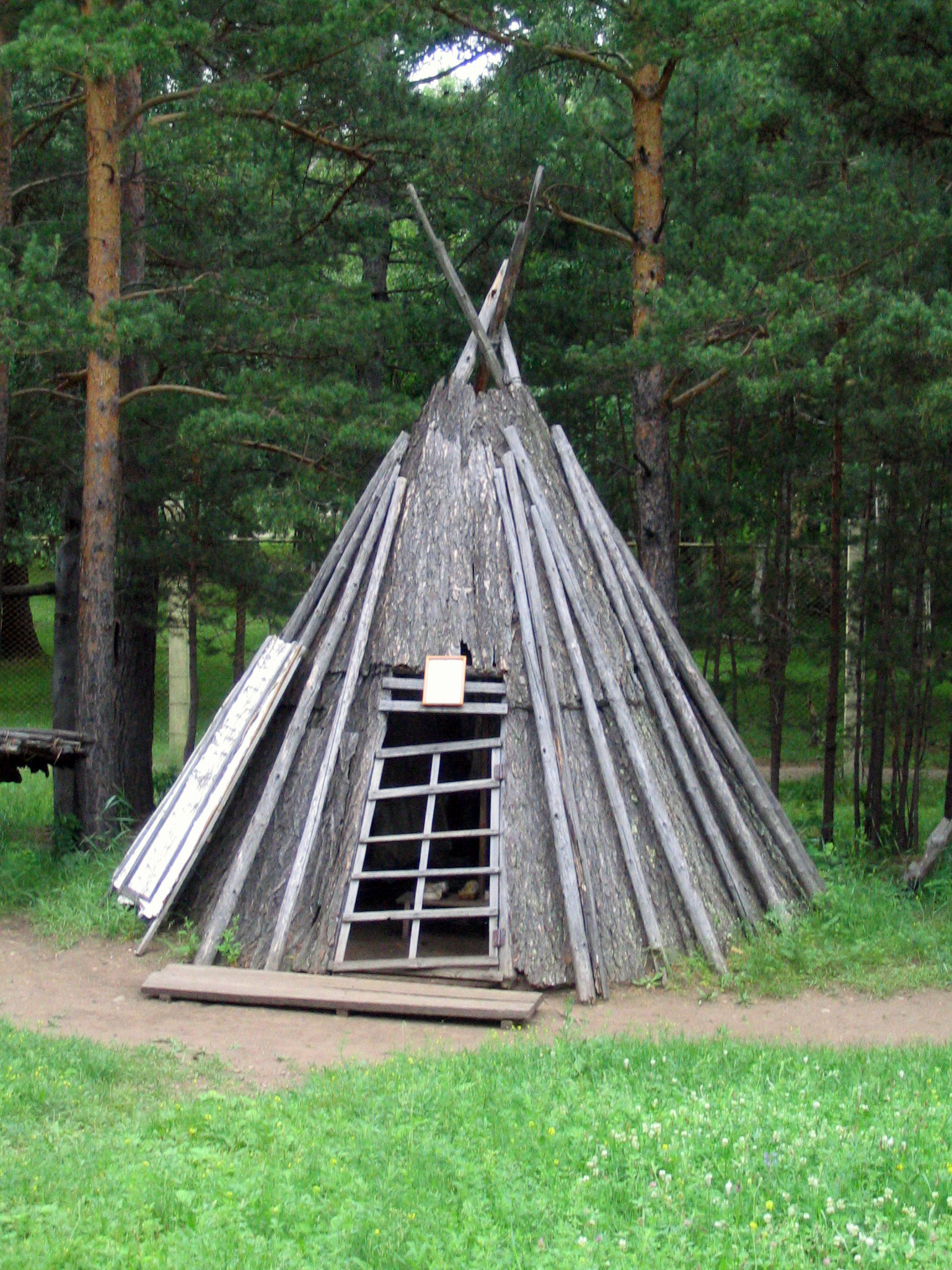
鄂温克族傳統木製家屋
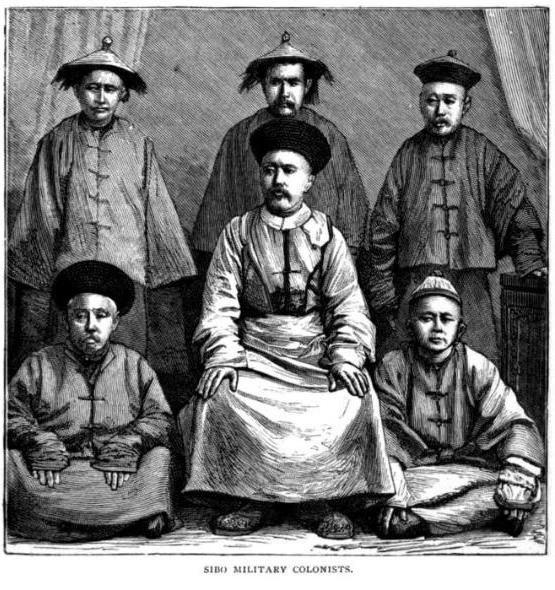
錫伯族屯墾官兵(1885年)
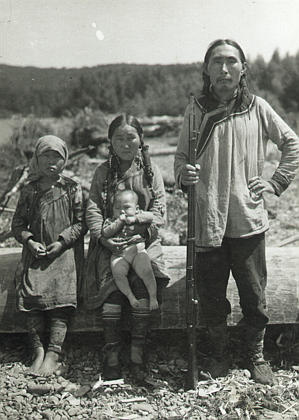
乌德盖人家族
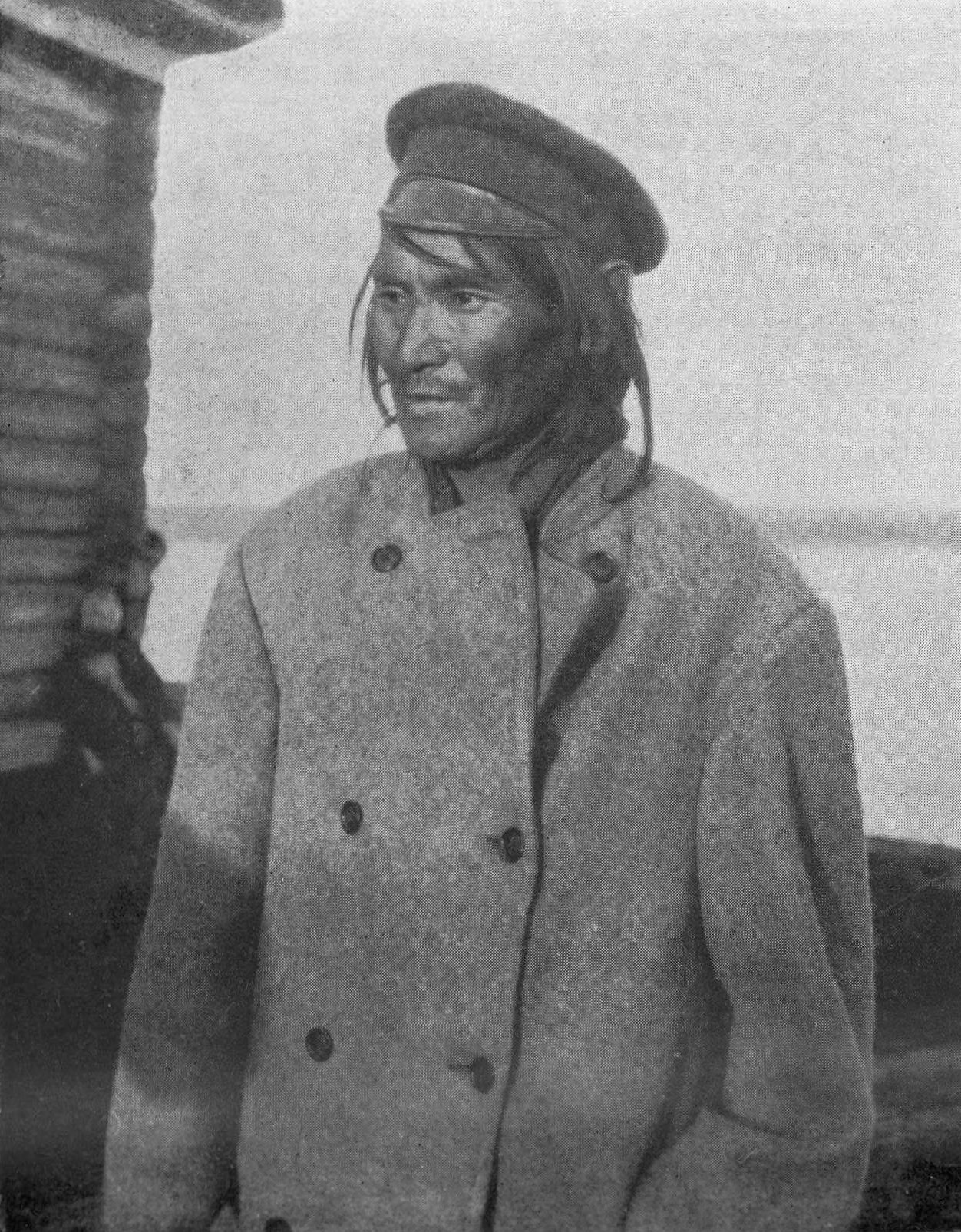
通古斯人在西伯利亞瓦若戈夫，弗里乔夫·南森攝(1913/09/17)

## 外部連結
- Manchu Tungusic people of China （页面存档备份，存于）
- Trannie Mystics